# Gielau
 (décembre 2021).
Gielau est un quartier de la commune allemande de Schnega, appartenant à l'arrondissement de Lüchow-Dannenberg, dans le Land de Basse-Saxe.

## Géographie
Le village se situe au sud-ouest de la zone centrale de Schnega, non loin de la frontière sud avec la Saxe-Anhalt. Le Wustrower Dumme, un affluent gauche de la Jeetzel, coule au nord du village.

## Histoire
Le 1er juillet 1972, Gielau est incorporé dans Schnega.

## Source, notes et références
- (de) Cet article est partiellement ou en totalité issu de l’article de Wikipédia en allemand intitulé « Gielau » (voir la liste des auteurs).

1. ↑  (de) Statistisches Bundesamt, Historisches Gemeindeverzeichnis für die Bundesrepublik Deutschland. Namens-, Grenz- und Schlüsselnummernänderungen bei Gemeinden, Kreisen und Regierungsbezirken vom 27.5.1970 bis 31.12.1982, 1983 (ISBN 3-17-003263-1)